# Expansion terrestre

L'écartement des masses continentales tandis que le rayon terrestre augmente, créant un nouveau plancher océanique.

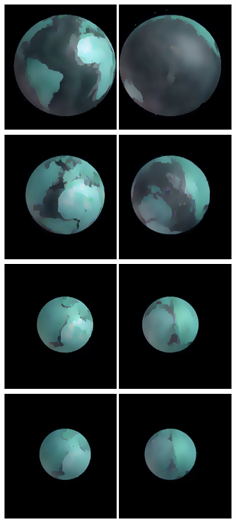
Mouvements des continents au fur et à mesure de l'expansion de la Terre. À gauche l'océan Atlantique, à droite l'océan Pacifique.

Pour les articles homonymes, voir Expansion.
L'expansion terrestre est une ancienne théorie, aujourd'hui obsolète, selon laquelle les déplacements des continents et l'évolution de la lithosphère sont la conséquence d'une augmentation importante et accélérée de la surface et donc du volume de la Terre. La plus récente estimation de l'augmentation de surface (fondée sur la quantification et la datation des lithosphères océaniques et continentales et certaines suppositions) est un quadruplement depuis 250 millions d'années, soit un doublement du rayon terrestre durant cette période, pour une croissance actuelle d'environ 20 mm/an.
Cette théorie acquit une certaine popularité durant les années 1960,, mais ne parvint jamais à s'imposer face à la théorie concurrente de la tectonique des plaques,,,,. Depuis la fin des années 1960, la théorie de l'expansion terrestre est considérée comme erronée et obsolète par le consensus scientifique qui privilégie le modèle de l'expansion des fonds océaniques. Les quelques géologues et géophysiciens qui la soutiennent au début du XXIe siècle sont majoritairement des disciples du géologue australien Samuel Carey.

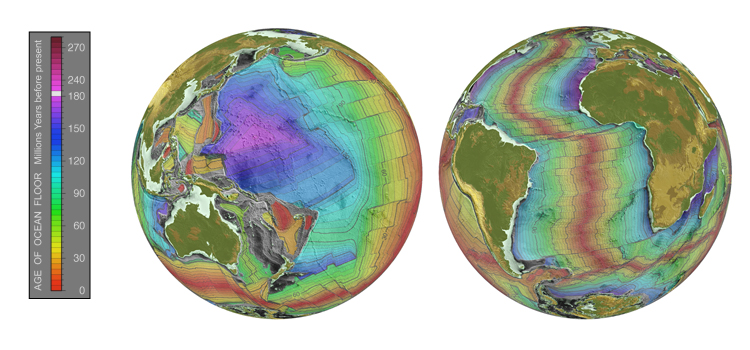
Âge du plancher océanique, dans le Pacifique occidental et dans l'Atlantique méridional.

## Dérives pseudoscientifiques
Ayant des implications dans des domaines aussi variés que la thermodynamique, la géophysique, la géodésie, la paléontologie, abandonnée par la communauté scientifique, l'hypothèse d'expansion terrestre a subi une dérive vers la pseudoscience, affectant aussi bien les scientifiques (en premier lieu Samuel Carey) que les non scientifiques (par exemple le dessinateur Neal Adams, dont le militantisme à tendance conspirationniste se manifeste notamment par la confection de vidéos explicatives accessibles via son site web personnel ou via YouTube) la soutenant. 

## Historique de la théorie
Ivan Yarkovsky, en 1888, cherchant à reformuler la gravitation, fonda une théorie fondée sur les flux d'éther. Selon ses hypothèses, il déduisit que l'éther était absorbé par les corps célestes donc que leur masse devait s'accroître.
Roberto Mantovani évoqua l'hypothèse de l'expansion en 1889 puis en 1909,,.
Dans la seconde publication, il supposa qu'un seul et unique continent couvrait la surface d'une Terre plus petite. Sous l'effet de l'activité volcanique, la Terre grossit, puis ce continent se scinda en plusieurs morceaux qui s'éloignèrent, laissant les océans emplir les rifts.
Alfred Wegener (qui introduisit le nom de Pangée) vit des similarités avec sa propre théorie (qui décrit une dérive des continents à la surface d'un globe terrestre au rayon supposé fixe) :

« Dans un court article, en 1909, Mantovani exposa certaines idées au sujet des déplacements continentaux et les expliqua d'une manière qui diffère en partie de la mienne, mais dont certains points s'accordent étonnamment, notamment le groupement initial de tous les continents de l'hémisphère sud autour de l'Afrique. »

Dans les années 1920, l'idée que la Terre change de volume commença à se diffuser, avec notamment les ouvrages du russe Bogolepov et des géophysiciens allemands B. Lindemann, puis Ott Christoph Hilgenberg (de),.

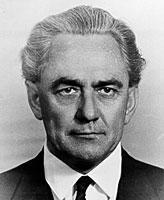
Samuel Carey.

Par la suite, le concept fut exploré par plusieurs scientifiques, mais c'est sans doute le géologue australien Samuel Carey, un des pères de la tectonique des plaques,, qui fit la plus importante contribution au XXe siècle,. Carey fut un pionnier en géologie et fut un farouche défenseur du concept de la dérive des continents, s'opposant notamment au physicien britannique Harold Jeffreys, et l'enseigna de 1946 à 1956 à l'université de Tasmanie, où il était professeur fondateur de la chaire de géologie. Il fut un des premiers à proposer un modèle où l'expansion des fonds océaniques est compensée par leur subduction,,, fondé sur ses travaux de thèse soutenus en 1938 et les travaux de Kiyoo Wadati et Hugo Benioff. Mais sa publication sur le sujet soumise en 1953 fut rejetée par le Journal of Geophysical Research, car jugée « naïve et non publiable » par les évaluateurs. Il re-proposa son manuscrit de 1953 à titre historique en 1972 au même journal, qui le rejeta à nouveau sur le principe qu'un article refusé une fois ne pouvait plus être accepté. En 1956, il abandonna le concept de compensation par subduction au cours de la conférence sur la dérive des continents qu'il avait organisée à Hobart, ce qui le conduisit à la théorie de l'expansion terrestre. Il introduisit de nombreux nouveaux concepts en géologie propres à la théorie de l'expansion terrestre, comme l'orogénèse par diapirisme (orocline). Il défendit cette théorie (l'affinant progressivement,,) jusqu'à sa mort en 2002.
Le développement de la théorie au début du XXIe siècle est assuré entre autres par les géologues australiens James Maxlow,,,,,, Cliff Ollier et Donald Findlay, le géophysicien italien Giancarlo Scalera,, les géologues polonais Stefan Cwojdziñski,, Jan Koziar, et Leszek Jamrozik, le biogéographe Dennis McCarthy,, le géologue américain Andrew Kugler, le géologue russe Yu Chudinov,, Konstantin Meyl, Klaus Vogel, Neal Adams. La plupart d'entre eux étaient présents[réf. souhaitée] à la conférence du 4 au 9 octobre 2011 à l'école internationale de géophysique d'Erice en Sicile.

## Mécanismes physiques évoqués pour expliquer l'expansion

### Modèles à masse constante
Les modèles à masse constante impliquent que par le passé, la densité moyenne de la Terre était très nettement supérieure à sa densité moyenne actuelle (5,5). Par exemple un doublement du rayon terrestre en 250 millions d'années implique une multiplication par huit du volume durant cette période, et donc une densité moyenne de 44 au Trias, alors que la densité actuelle du noyau interne de la Terre est de 13. Si la constante gravitationnelle est restée constante, ceci implique que l'accélération gravitationnelle en surface aurait été de 39 m/s² il y a 250 millions d'années, ce qui aurait nécessité des adaptations physiologiques et morphologiques majeures de la faune et la flore du Trias, qui ne sont pas observées. En comparaison, à densité constante et pour un rayon deux fois inférieur au rayon actuel, la gravité de surface aurait été d'environ 4,9 m/s² ce qui ne nécessite que des adaptations mineures et favorise même le gigantisme ou l'apparition du vol.

#### Variation de la constante gravitationnelle
Vers 1938, le physicien Paul Dirac suggéra que la constante gravitationnelle avait diminué depuis les milliards d'années d'existence de l'Univers. Cela conduisit le physicien allemand Pascual Jordan à modifier la relativité générale et à proposer en 1964 que toutes les planètes grossissent lentement. Jordan pensait que la Terre aurait pu avoir doublé de rayon dans les dernières centaines de millions d'années. Des mesures récentes de variations possibles de la constante gravitationnelle montrent cependant une limite haute de 5 × 10−12, alors que la théorie de Jordan exige une variation au moins 10 fois plus importante.

#### Transition de phase
Cette hypothèse fondée sur une transition de phase de matériaux du manteau et/ou noyau de la Terre, a été formulée plusieurs fois au cours de l'histoire de la théorie, par Lindemann, Halm, Laszlo Egyed,, et Owen,. Les matériaux très denses passent sous une forme moins dense, et ce changement de densité fait augmenter le volume de la Terre.

#### Décompression globale
Le physicien américain J. Marvin Herndon (en) a proposé que la Terre avait été une géante gazeuse dont l'atmosphère aurait été soufflée lors d'un épisode d'activité solaire violent. Le noyau solide de la géante gazeuse initiale se serait alors progressivement décompressé à partir d'un volume représentant 65 % du volume actuel.

### Modèles à masse croissante
Les modèles à masse croissante impliquent un apport considérable de matière au sein de la Terre (par exemple, un doublement du rayon terrestre en 250 millions d'années avec densité constante implique une multiplication par huit de la masse sur cette période, soit un gain d'environ 5,2 × 1024 kg), incompatible avec les connaissances scientifiques dans leur état actuel (voir notamment la loi de conservation de la masse, le théorème de la quantité de mouvement, les interactions fondamentales connues, le modèle standard de la physique des particules).

#### Influx d'éther
Ce fut la toute première hypothèse avancée en 1888 par le physicien russe Ivan Yarkovsky. L'hypothétique éther absorbé par la Terre serait transformé en éléments chimiques, forçant l'expansion de la planète. Cette hypothèse était en relation avec son explication mécanique de la gravitation. Cette hypothèse fut reprise plus tard par Ott Christoph Hilgenberg (de) avec une transformation de l'éther-énergie en matière normale,.

#### Influx de monopôles magnétiques
Claude Deviau soumet également l'hypothèse que les monopôles magnétiques théorisés par Georges Lochak (ancien directeur de la Fondation Louis-de-Broglie) sous forme de leptons magnétiquement excités, venant du Soleil et convergeant vers les pôles, devraient produire au moins de l'hydrogène au cœur de la croûte terrestre et dans le manteau. Cette hypothèse donne une piste quant à une accumulation possible de matière dans la Terre. De plus, ces monopôles magnétiques ont la particularité de favoriser les fusions nucléaires via la force faible, et induisant les transmutations nécessaires à l'obtention de la diversité observée en éléments chimiques au sein de la Terre. Leonid Urutskoev de l'Institut Kurchatov rapporte avoir observé les monopôles magnétiques prévus par Georges Lochak.